# مایکل راپاپورت
مایکل دیوید راپاپورت (به انگلیسی: Michael David Rapaport) بازیگر و کمدینی آمریکایی است او تا کنون در بیش از ۴۰ فیلم بازی کرده‌است و او را به خاطر نقش دان سلف در سریال فرار از زندان می‌شناسند.
از فیلم‌های معروف او می‌توان به بازی در فیلم دریای آبی عمیق، اعداد شانس، ترور یک رئیس دبیرستان، مرد من بازنده است، نعش‌کش، پیشاهنگ، پول برای هیچ، آموزش برتر، چند دختر، پالمتتو، پادشاه جنگل، مرد برهنه، زندگی این دختر، لگد به سر و داستان عاشقانه واقعی اشاره کرد.
وی همچنین در فصل پنجم سریال دوستان، در قسمت‌های ۱۶٬۱۷٬۲۰٬۲۱ به عنوان کارآگاه پلیسی به نام گری، به عنوان بازیگر مهمان، بازی کرده‌است.

## زندگی
او در یک خانواده یهودی زاده شد او فرزند جون برودی و دیوید راپاپورت دو نفر از برنامه سازان رادیو است.

## زندگی شخصی
او با نیکول بیتی ازدواج کرده و دارای دو فرزند است او از طرفداران جان موریسون و میز است که برای آن‌ها یک شعر نیز خوانده‌است.

## حرفه
او بازیگری را در سال ۱۹۹۰ شروع کرده‌است.